# Леонберг
Ле́онберг (нем. Leonberg, алем. нем. Leaberg / Leabärg) — город в Германии, входящий в состав района Бёблинген, Баден-Вюртемберг. Находится в 13 км к западу от Штутгарта.
Город известен как:
- город, где провел детство Иоганн Кеплер,
- родоначальник породы собак леонбергер,
- место нашумевших трибуналов над ведьмами (см. Катарина Кеплер).

В Леонберге находятся также штаб-квартиры двух всемирно известных автомобильных тюнинг-компаний: TechArt и Gemballa.

## Известные уроженцы и жители
- Людвиг Фридрих Вильгельм Гофман (1806—1873) — немецкий протестантский богослов и проповедник.
- Тим Айтель (род. 1971) — немецкий художник
- Фридрих Шеллинг (1775—1854) — немецкий философ